# Louis Monrose
Pour les articles homonymes, voir Monrose.
Antoine-Martial-Louis Barizain dit Louis Monrose, né le 10 juin 1811 à Turin, et mort le 7 juillet 1883 à Paris 9e, est un acteur français.

## Biographie
Fils ainé du comédien illustre Monrose, Louis Monrose a fait ses études au lycée Charlemagne, puis suivi les cours de l’école de droit de Paris. D’abord clerc chez un avoué, il se préparait pour se faire recevoir avocat, jusqu'à l'âge de 21 ans, lorsque l’ascendant familial l’a entrainé vers une carrière de comédien, dramaturge et professeur de déclamation. Il a débuté deux fois, mais sans succès, à la Comédie Française, en 1833 et 1837. Après de nouvelles tentatives pour prendre place sur la scène où régnait son père, il est allé jouer en province, avant de s’engager, en 1841, à l’Odéon, où il a été à la fois acteur et auteur, jusqu’en 1844.
Reparu, en 1846, sur la scène où son père, mort trois années auparavant, avait régné pendant si longtemps, il n’y a fait qu’un court séjour, avant d’entreprendre une nouvelle tournée en province. Après un court passage au Vaudeville, il a reparu, en juin 1848, aux Français, qu’il a quitté encore une fois pour aller prendre la direction du théâtre de Nîmes, ville où il s’est marié avec Mlle Drouart, cantatrice, avant de rentrer définitivement à Paris en 1847.
Après deux nouvelles années passées à l’Odéon, il a enfin été admis, en 1850, au Théâtre-Français, dont il est devenu sociétaire en juillet 1852. Acteur parfois contesté, mais toujours original, il jouait, comme son père, les valets et a excellé dans quelques personnages excentriques. Porté par son goût pour les excentricités et le burlesque, où le servait jusqu’à l’excès un physique sardonique, il a réussi surtout dans les Crispin, les Frontin et autres personnages de charge ou de convention. Il excellait dans le rôle de Basile du Barbier, mais ne faisait que de trop rares apparitions sur scène.
Sa santé s’étant trouvée altérée à la suite d’une congestion qui l’a frappé en plein théâtre, il est demeuré assez longtemps sans reparaitre sur la scène. Au commencement de 1869, à la suite de la mise à la retraite de Provost fils, n’ayant pas joué depuis deux ans, il a été déclaré déchu de tous droits de participer aux bénéfices de la Comédie-Française. Il envoya aussitôt sa démission de sociétaire, qui fut acceptée.
Il a également écrit diverses comédies, entre autres l’Obstacle imprévu en un acte avec M. H. Hostem (1838) ; Un Comique à la ville, en un acte ; la Couronne de France, en trois actes, en vers ; les Viveurs de la Maison d’Or, en deux actes, avec M Arm. Durantm (Odéon, 1845-47-49) ; Figaro en prison, en un acte, en vers (Français, 1850) ; Mon ami Baboletn, en deux actes (Gymnase, 1852), avec Mme Laya, et composé plusieurs volumes de poésies satiriques ou piquantes, dont le volume, Petites satires et menus propos (1870, in-18), mais le titre qui a conservé le mieux son souvenir, est son professorat au Conservatoire de Paris en 1866 au poste de Joseph-Isidore Samson. Il a eu notamment comme élèves Lucien Guitry et Lucie Manvel.

## Théâtre

### Carrière à la Comédie-Française
Entrée en 1833
Nommé 275e sociétaire en 1852
Départ en 1869
- 1833 : Le Barbier de Séville de Beaumarchais : Figaro
- 1833 : Le Mariage de Figaro de Beaumarchais : Figaro
- 1834 : Le Barbier de Séville de Beaumarchais : La Jeunesse
- 1834 : Le Mariage de Figaro de Beaumarchais : Grippesoleil
- 1834 : Les Éphémères de Louis-Benoît Picard et François Dercy : Fugamini
- 1835 : George Dandin de Molière : Lubin
- 1837 : La Camaraderie ou la Courte Échelle d'Eugène Scribe : Durouseaux
- 1837 : Charles VII chez ses grands vassaux d'Alexandre Dumas : André
- 1838 : Marion de Lorme de Victor Hugo : Scaramouche
- 1838 : Le Barbier de Séville de Beaumarchais : Bazile
- 1838 : L'Impromptu de Versailles de Molière : Du Croisy
- 1838 : Louise de Lignerolles de Prosper-Parfait Dinaux et Ernest Legouvé : Charles
- 1838 : Les Adieux au pouvoir Jean-Baptiste-Rose-Bonaventure Violet d'Épagny et Théodore d'Aubigny :  Prosper
- 1838 : Le Ménestrel de Camille Bernay : Bertrand
- 1839 : La Course au clocher de Félix Arvers : Agénor
- 1839 : Les Plaideurs de Jean Racine : Petit-Jean
- 1839 : Britannicus de Jean Racine : Britannicus
- 1839 : Il faut que jeunesse se passe de Michel-Nicolas Balisson de Rougemont : Jasmin
- 1839 : Tartuffe de Molière : M. Loyal
- 1839 : Laurent de Médicis de Léon Bertrand : Bramante
- 1839 : Le Misanthrope de Molière : Dubois

- 1849 : Le Mariage de Figaro de Beaumarchais : Brid'oison
- 1849 : La Ligue des amants d'Alfred Langlois des Essarts : Mazetto

- 1850 : La Mère coupable de Beaumarchais : Figaro
- 1850 : Les Deux Célibats d'Augustin-Jules de Wailly et Charles Duveyrier : Dufour
- 1850 : Trois entr'actes pour l'Amour médecin d'Alexandre Dumas : Chantourné
- 1850  : Figaro en prison de Jean-Pierre-François Lesguillon et Louis Monrose : Figaro (co auteur et interprète)
- 1850  : L'Avoué par amour d'Edmond Cottinet : Jusseaume
- 1850  : Le Carrosse du Saint-Sacrement de Prosper Mérimée : le licencié
- 1850  : George Dandin de Molière : Colin
- 1850  : Héraclite et Démocrite d'Édouard Foussier : Pasquin
- 1851 : Christian et Marguerite de Pol Mercier et Édouard Fournier : Justin
- 1851 : Les Bâtons flottants de Pierre-Chaumont Liadières : Gilbert
- 1851 : Le Baron de Lafleur ou les Derniers Valets de Camille Doucet : Baron Lafleur
- 1853 : Le Mariage forcé de Molière : Marphurius
- 1858 : Les Plaideurs de Jean Racine : L'Intimé
- 1859 : Le Duc Job de Léon Laya : David

### Hors Comédie-Française
- 1842 : Falstaff d'Auguste Vacquerie et Paul Meurice, théâtre de l'Odéon : Falstaff
- 1842 : Le Bourgeois grand seigneur d'Alphonse Royer et Gustave Vaëz, théâtre de l'Odéon : Durand